# Colli di Luni
Il Colli di Luni è una DOC riservata ad alcuni vini la cui produzione è consentita nelle province di La Spezia e Massa-Carrara.

## Zona di produzione
La zona di produzione comprende parte del territorio dei seguenti comuni:
Provincia di La Spezia
- Luni
- Castelnuovo Magra
- Sarzana
- Santo Stefano di Magra
- Bolano
- Calice al Cornoviglio
- Beverino
- Riccò del Golfo
- Follo
- La Spezia
- Vezzano Ligure
- Arcola
- Lerici
- Ameglia

Provincia di Massa-Carrara
- Fosdinovo
- Aulla
- Podenzana

## Storia
Già Plinio il Vecchio scriveva del vino prodotto in zona: "Il vino di Luni ha la palma fra quelli dell'Etruria" (XVI, 6, 68).
La viticoltura nella zona di Luni è da sempre costantemente legata alla presenza del vitigno Vermentino e si consolida a partire dal XVIII secolo per poi proseguire con un fiorente commercio verso le città in rapido sviluppo.

## Tecniche di produzione
Il vino Colli di Luni DOC con menzione riserva deve essere sottoposto ad invecchiamento per almeno 24 mesi. Nella designazione dei Vini Colli di Luni DOC può essere menzionata la dizione vigna purché sia seguita dal relativo toponimo. Sulle etichette di ciascuna tipologia è obbligatorio riportare l'annata di produzione delle uve.

## Disciplinare
Il Colli di Luni DOC è stato istituito con DPR 14 giugno 1989 pubblicato sulla Gazzetta Ufficiale n. 256 del 2 novembre 1989.
Successivamente è stato modificato con:
- DM 1 dicembre 1995 GU 26 - 1 febbraio 1996
- DM 21 aprile 2008 GU 117 - 20 maggio 2008
- DM 13 ottobre 2011 GU 256 - 3 novembre 2011
- DM 30 novembre 2011 GU 295 – 20 dicembre 2011 Pubblicato sul sito ufficiale del Mipaaf Sezione Qualità e Sicurezza Vini DOP e IGP
- DM 12 luglio 2013 Pubblicato sul sito ufficiale del Mipaaf (concernente correzione dei disciplinari)  Sezione Qualità e Sicurezza - Vini DOP e IGP
- La versione in vigore è stata approvata con DM 7 marzo 2014 Pubblicato sul sito ufficiale del Mipaaf Sezione Qualità e Sicurezza - Vini DOP e IGP.[1]

## Tipologie

### Rosso

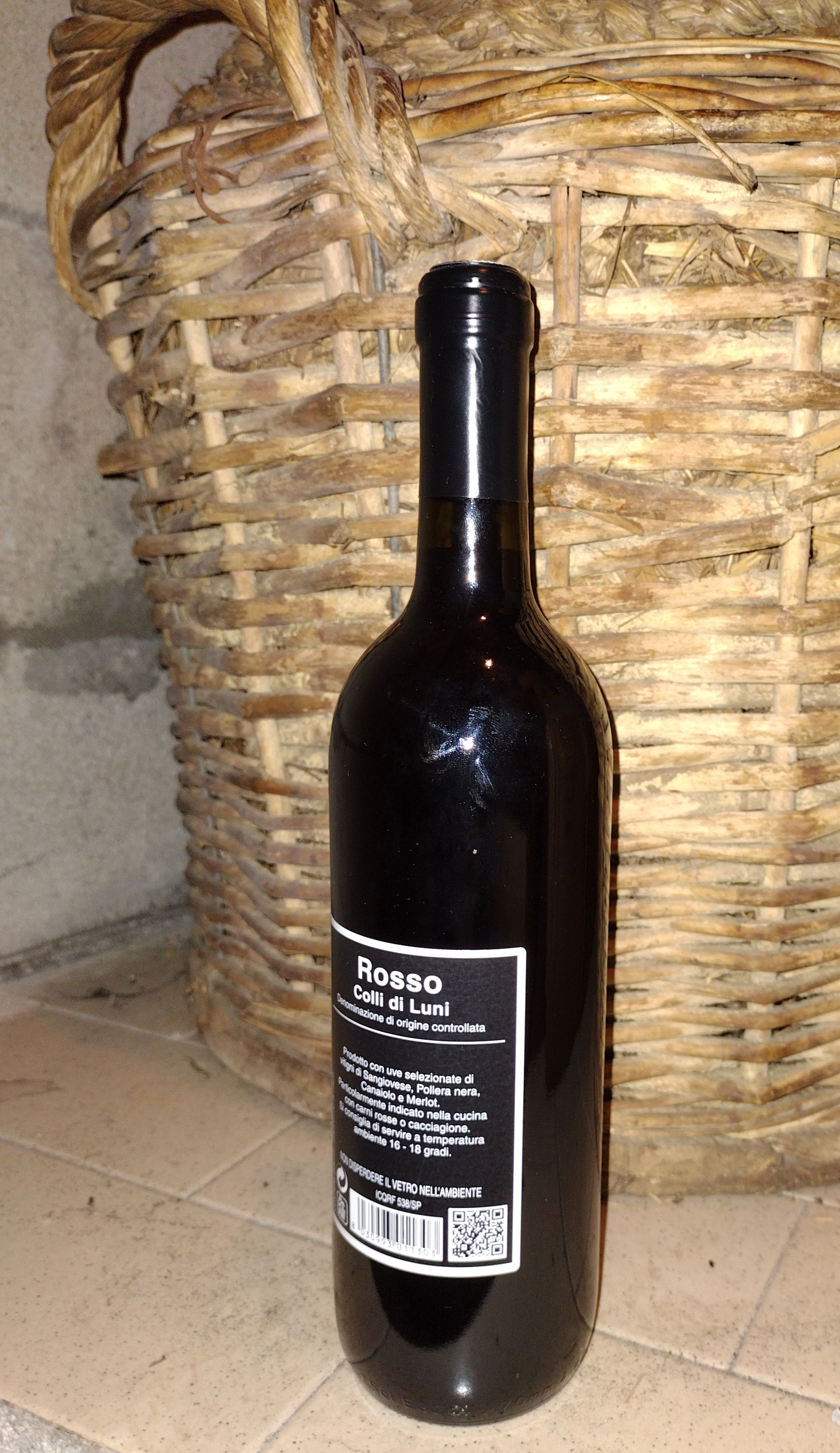
Colli di Luni rosso del 2021

È consentita la menzione riserva.
|                                | Rosso | Rosso riserva |
| uvaggio                        | Sangiovese min 50%; possono concorrere alla produzione altri vitigni a bacca di colore analogo, idonei alla coltivazione in Toscana e Liguria max 50% |               |
| titolo alcolometrico minimo    | 11,50% vol. | 12,50% vol.   |
| acidità totale minima          | 4,5 g/l. |               |
| estratto secco minimo          | 20,00 g/l | 22,00 g/l     |
| resa massima di uva per ettaro | 110 q. |               |
| resa massima di uva in vino    | 70 % |               |

#### Caratteri organolettici
- Aspetto: rosso rubino, rosso granato;
- Olfatto: delicato, vinoso; riserva: complesso, intenso, persistente;
- Gusto: secco, armonico; riserva: secco, di corpo, armonico.

#### Abbinamenti consigliati
Antipasti con salumi, primi piatti a base di carne. Riserva: Carni arrosto o alla griglia, formaggi di media stagionatura.

### Bianco
E' consentito l'uso della menzione vigna.
| uvaggio                        | Vermentino min 35%; Trebbiano toscano min 25% max 40%; possono concorrere alla produzione altri vitigni a bacca di colore analogo, idonei alla coltivazione in Toscana e Liguria max 30% |
| titolo alcolometrico minimo    | 11,00% vol. |
| acidità totale minima          | 4,5 g/l. |
| estratto secco minimo          | 15,00 g/l |
| resa massima di uva per ettaro | 110 q. |
| resa massima di uva in vino    | 70 % |

#### Caratteri organolettici
- Aspetto: giallo paglierino;
- Olfatto: delicato, piacevole;
- Gusto: secco, armonico.

#### Abbinamenti consigliati
Pesce al forno o alla griglia, antipasti di pesce, primi piatti di pesce.

### Vermentino
Sono consentite la menzione superiore e vigna.
|                                | Vermentino | Vermentino superiore |
| uvaggio                        | Vermentino min 90%; possono concorrere alla produzione altri vitigni a bacca di colore analogo, idonei alla coltivazione in Toscana e Liguria max 10% |                      |
| titolo alcolometrico minimo    | 11,50% vol. | 12,50% vol.          |
| acidità totale minima          | 4,5 g/l. |                      |
| estratto secco minimo          | 15,00 g/l | 17,00 g/l            |
| resa massima di uva per ettaro | 110 q. | 90 q.                |
| resa massima di uva in vino    | 70 % |                      |

#### Caratteri organolettici
- Aspetto: giallo paglierino;
- Olfatto: complesso, caratteristico, fruttato;
- Gusto: secco, armonico, corposo (superiore).

#### Abbinamenti consigliati
Pesce al forno o alla griglia, antipasti di pesce, primi piatti di pesce.

### Albarola
E' consentito l'uso della menzione vigna.
| uvaggio                        | Albarola min 85%; possono concorrere alla produzione altri vitigni a bacca di colore analogo, idonei alla coltivazione in Toscana e Liguria, max 15%. |
| titolo alcolometrico minimo    | 11,50% vol. |
| acidità totale minima          | 4,5 g/l. |
| estratto secco minimo          | 15,00 g/l |
| resa massima di uva per ettaro | 110 q. |
| resa massima di uva in vino    | 70 % |

#### Caratteri organolettici
- Aspetto: giallo paglierino, giallo paglierino con riflessi tendenti al verde;
- Olfatto: caratteristico, fruttato;
- Gusto: secco, fresco.

#### Abbinamenti consigliati
Pesce al forno o alla griglia, antipasti di pesce, primi piatti di pesce.